# Hypokopelates kallipygos
Hypokopelates kallipygos är en fjärilsart som beskrevs av Birket-smith 1960. Hypokopelates kallipygos ingår i släktet Hypokopelates och familjen juvelvingar. Inga underarter finns listade i Catalogue of Life.